# Victor Grignard
(Motivazione del Premio Nobel)
François Auguste Victor Grignard (Cherbourg, 6 maggio 1871 – Lione, 12 dicembre 1935) è stato un chimico francese, Premio Nobel nel 1912 insieme a Paul Sabatier.

## Biografia
Figlio di un operaio dell'arsenale di Cherbourg, iniziò gli studi all'Ecole Normale Spéciale di Cluny e, alla chiusura di questa, si trasferì alla Facoltà di Scienze di Lione.
Nel 1900 pubblicò sulla rivista scientifica Compte Rendu (Vol. 130, p. 1322) il primo articolo sui composti metallo-organici del magnesio.
Si laureò nel 1901 con il titolo di Dottore in Scienze ed iniziò ad insegnare presso la stessa Facoltà.
Nel 1909 divenne docente di Chimica Organica all'Università di Nancy dove continuò le sue ricerche.
Nel 1912 ottenne il Premio Nobel per la scoperta degli alogenuri di alchilmagnesio, chiamati da allora reattivi di Grignard, composti molto utilizzati nelle reazioni di sintesi organica. La motivazione del premio è stata: "per la scoperta del reattivo cosiddetto di Grignard, che negli ultimi anni ha fortemente fatto avanzare il progresso della chimica organica".
Durante la prima guerra mondiale fu dapprima addetto alla sorveglianza delle ferrovie e aiutò come medico militare ed in seguito prese parte al gruppo di ricerche militari sui gas tossici e sugli esplosivi anche se non ci sono ricerche sicure al riguardo; dato che lui lavorava sulla chimica organica.
Nel 1926 fu eletto membro dell'Accademia delle Scienze di Francia.
Sotto la sua direzione fu iniziata la pubblicazione della monumentale opera in 23 volumi Traité de chimie organique (Trattato di chimica organica).